# 山内豊静
山内 豊静（やまうち とよしず、明治16年（1883年）6月24日 - 昭和12年（1937年）9月12日）は、日本の華族（男爵）。侯爵山内豊範の次男で、兄に侯爵山内豊景（土佐山内家本家17代）、嗣子に男爵山内豊春。次男山内豊秋を兄の豊景の養子とし、のちに18代を継いでいる。ほかに子に山内静材がいる。
明治16年（1883年）に高知に生まれる。明治39年（1906年）12月15日、男爵に叙爵された。昭和12年（1937年）没。

## 栄典
- 1906年（明治39年）
  - 12月27日 - 従五位[1]
  - 12月15日 - 男爵[2]